# Anete Namiķe
Anete Namiķe (* 16. Juli 2002 in Riga) ist eine lettische Beachvolleyballspielerin.

## Karriere

### Jugend und Junioren
Mit ihrer ersten Partnerin Vanesa Grosberga erreichte die aus Riga stammende Athletin 2017 das Achtelfinale der U18-Europameisterschaft. Im folgenden Jahr gelang ihr die gleiche Platzierung bei den Kontinentalmeisterschaften der unter Zwanzigjährigen mit Varvara Brailko an ihrer Seite. Dieses Ergebnis konnten die beiden Lettinen 2019 sowohl bei den U20- als auch bei den U22-Titelkämpfen bestätigen, bei den Meisterschaften der unter Achtzehnjährigen ging es sogar bis ins Viertelfinale. Die erfolgreichste Saison in ihrer Juniorinnenkarriere gelang ihnen eine weitere Spielzeit später mit der Wiederholung des Einzugs in die Runde der besten acht Teams bei den älteren Jahrgängen und mit dem Titelgewinn der U20-EM im tschechischen Brno. 2021 standen sie im Halbfinale sowohl bei den Welttitelkämpfen der unter Einundzwanzigjährigen als auch bei den Europawettbewerben für die bis zu einem Jahr älteren Sportlerinnen. Dazu kam der Viertelfinaleinzug bei der U20-Europameisterschaft und die Runde der letzten Sechzehn bei den besten Athletinnen der Welt im U19-Bereich. Eine Saison später erreichten die beiden Sportlerinnen ein weiteres Mal das Viertelfinale bei den U22-Meisterschaften.

### Erwachsene
Vanesa Grosberga und Anete Namiķe gewannen im einzigen Jahr ihrer Zusammenarbeit zwei nationale Turniere in ihrem Heimatland. 2018 wurden Brailko / Namiķe Dritte bei den lettischen Meisterschaften. Ein Spieljahr später standen sie im Finale der gleichen Veranstaltung und gewannen zwei weitere nationale Events. Im Jahr ihres größten Triumphes bei den Jungjahrgängen starteten sie auch bei den Europameisterschaften der Erwachsenen in Jūrmala, konnten jedoch dort keinen Satz gewinnen. Nach überschaubaren Ergebnissen 2021 trat Namiķe im folgenden Jahr bei den meisten Wettkämpfen mit Līva Ēbere an und gewann mit ihr zum ersten Mal die lettische Meisterschaft. Im Finale besiegten die beiden die an Nummer eins gesetzten Brailko / Konstantinova in drei Sätzen. Zuvor hatten Namiķe und Brailko mit der lettischen Nationalmannschaft beim CEV Beachvolleyball Nations Cup 2022 die Bronzemedaille gewonnen, nachdem sie im kleinen Finale Gastgeber Österreich besiegt hatten.